# Dario Antiseri
Dario Antiseri (Foligno, 9 gennaio 1940) è un filosofo e storico della filosofia italiano.

## Biografia
Originario della città umbra di Spello, si laurea in filosofia nel 1963 presso l'Università di Perugia; ha poi proseguito i suoi studi presso varie università europee sui temi legati alla logica matematica, all'epistemologia ed alla filosofia del linguaggio.
Divenuto libero docente nel 1968, ha iniziato l'insegnamento presso La Sapienza e l'Università di Siena. È, inoltre, membro dell'Advisory Board del Centro Studi Tocqueville-Acton.
Dal 1975 al 1986 è stato professore ordinario di filosofia del linguaggio presso l'Università di Padova, mentre, dal 1986 al 2009, ha assunto la cattedra di "metodologia delle scienze sociali" alla LUISS di Roma, per poi ricoprire l'incarico di preside della facoltà di scienze politiche della stessa università tra il 1994 ed il 1998.
Nel febbraio del 2002 è stato insignito, assieme a Giovanni Reale, di una laurea honoris causa presso l'Università di Mosca. Collabora stabilmente con il quotidiano Avvenire.
Dario Antiseri ha pubblicato testi didattici di filosofia oltre a testi di divulgazione filosofica e di autori stranieri: in particolare, ha contribuito a far conoscere in Italia il pensiero di Karl Popper.

## Critiche
Il pensiero di Antiseri è da tempo sottoposto a critiche sia all'interno della Chiesa sia all'interno del mondo intellettuale liberale. A tal proposito, sono interessanti le critiche mosse al pensiero dell'intellettuale da Assuntina Morresi sul giornale on-line L'occidentale e l'articolo di Sandro Magister pubblicato nel 2005 sul sito "espressonline", in cui l'opera di Antiseri viene definita "apologia del relativismo".
Altrettanto interessanti sono i commenti al relativismo di Antiseri nel blog di Fabrizio Falconi e quello di Litta Modignani pubblicato sul sito Critica liberale.

## Opere
- Perché la metafisica è necessaria per la scienza e dannosa per la fede, Brescia, Queriniana, 1980, 2ª ed. aumentata 1991. ISBN 88-399-0623-1.
- Dario Antiseri e Nicola Alberto De Carlo. Epistemologia e metodica della ricerca in psicologia, Padova, Liviana Editrice, 1987. ISBN 8876750371.
- Dario Antiseri et al., C'è ancora spazio per la fede?, Milano, Rusconi Libri, 1992.
- Dario Antiseri e Ralf Dahrendorf. Il filo della ragione, Roma, Donzelli, 1995.
- Liberi perché fallibili, Soveria Mannelli, Rubbettino, 1995.
- Trattato di metodologia delle scienze sociali, UTET Università, 1996.
- Carl Gustav Hempel e Dario Antiseri. Come lavora uno storico, Roma, Armando, 1997.
- Liberali. Quelli veri e quelli falsi, Soveria Mannelli, Rubbettino, 1998.
- L'università italiana. Com'è e come potrebbe essere, Soveria Mannelli, Rubbettino, 1998.
- Dario Antiseri et al. Tre idee per un'Italia civile, Soveria Mannelli, Rubbettino, 1998.
- Credere dopo la filosofia del secolo XX, Roma, Armando, 1999.
- Didattica della storia: epistemologia contemporanea, Roma, Armando, 1999.
- Karl Popper, Soveria Mannelli, Rubbettino, 1999.
- L'agonia dei partiti politici, Soveria Mannelli, Rubbettino, 1999.
- Epistemologia e didattica delle scienze, Roma, Armando, 2000.
- Dario Antiseri e Mario Timio. La medicina basata sulle evidenze, Edizioni Memoria, 2000.
- La Vienna di Popper, Soveria Mannelli, Rubbettino, 2000.
- Dario Antiseri e Giovanni Reale. Quale ragione?, Milano, Cortina, 2001.
- Teoria unificata del metodo, UTET Libreria, 2001.
- Dario Antiseri et al. Cattolicesimo, Liberalismo, Globalizzazione, Soveria Mannelli, Rubbettino, 2002.
- Karl Popper. Protagonista del secolo XX, Soveria Mannelli, Rubbettino, 2002.
- Cristiano perché relativista, relativista perché cristiano. Per un razionalismo della contingenza, Soveria Mannelli, Rubbettino, 2003.
- Dario Antiseri, Giovanni Federspil, Cesare Scandellari. Epistemologia, clinica medica e la "questione" delle medicine "eretiche", Soveria Mannelli, Rubbettino, 2003.
- Principi liberali, Soveria Mannelli, Rubbettino, 2003.
- Idee fuori dal coro, Roma, Di Renzo, 2004.
- Ragioni della razionalità [vol. 1], Soveria Mannelli, Rubbettino, 2004.
- Cattolici a difesa del mercato, Soveria Mannelli, Rubbettino, 2005.
- Come leggere Kierkegaard, Milano, Bompiani, 2005.
- Come leggere Pascal, Milano, Bompiani, 2005.
- Credere. Perché la fede non può essere messa all'asta, Roma, Armando, 2005.
- Dario Antiseri e Hans Albert. Epistemologia, ermeneutica e scienze sociali, Roma, Luiss University Press, 2005.
- Introduzione alla metodologia della ricerca, Soveria Mannelli, Rubbettino, 2005.
- Prefazione a Joseph Agassi, La filosofia e l'individuo, Roma, Di Renzo, 2005.
- Ragioni della razionalità [vol.2], Soveria Mannelli, Rubbettino, 2005.
- Relativismo, nichilismo, individualismo. Fisiologia o patologia dell'Europa?, Soveria Mannelli, Rubbettino, 2005.
- Dario Antiseri et al. Teorie della razionalità e scienze sociali, Roma, Luiss University Press, 2005.
- Dario Antiseri e Hans Albert. L'ermeneutica è scienza?, Soveria Mannelli, Rubbettino, 2006.
- Liberali e solidali. La tradizione del liberalismo cattolico, Soveria Mannelli, Rubbettino, 2006.
- La «via aurea» del cattolicesimo liberale, Soveria Mannelli, Rubbettino, 2007.
- Dario Antiseri e Hubert Kiesewetter. «La società aperta» di Karl Popper, Soveria Mannelli, Rubbettino, 2007.
- Von Hayek visto da Dario Antiseri, Roma, Luiss University Press, 2007.
- Dario Antiseri e Gianni Vattimo. Ragione filosofica e fede religiosa nell'era postmoderna, Soveria Mannelli, Rubbettino, 2008.
- Dario Antiseri e Giulio Giorello. Libertà. Un manifesto per credenti e non credenti, Milano, Bompiani, 2008.
- Dario Antiseri e Vito Cagli. Dialogo sulla diagnosi. Un filosofo e un medico a confronto, Roma, Armando, 2008.
- L'attualità del pensiero francescano. Risposte dal passato a domande del presente, Soveria Mannelli, Rubbettino, 2008.
- Dario Antiseri et al. In cammino attraverso le parole, Roma, Luiss University Press, 2009.
- Contro Rothbard. Elogio dell'ermeneutica, Soveria Mannelli, Rubbettino, 2011.
- Dario Antiseri, Corrado Ocone Liberali d'Italia, Soveria Mannelli, Rubbettino, 2011.